# Palazzo della Società per le Strade Ferrate del Mediterraneo
Il Palazzo della Società per le Strade Ferrate del Mediterraneo (in seguito Palazzo Edison) è un palazzo storico sito in Foro Buonaparte al civico 31, nel centro storico di Milano. Fu eretto in quindici mesi fra il maggio del 1891 e l'agosto del 1892 su progetto dell'architetto Enrico Combi (1832-1906). Nel 1923 il palazzo venne acquistato dalla società Edison, poi Montedison, che da allora lo utilizza per i propri uffici.

## Storia

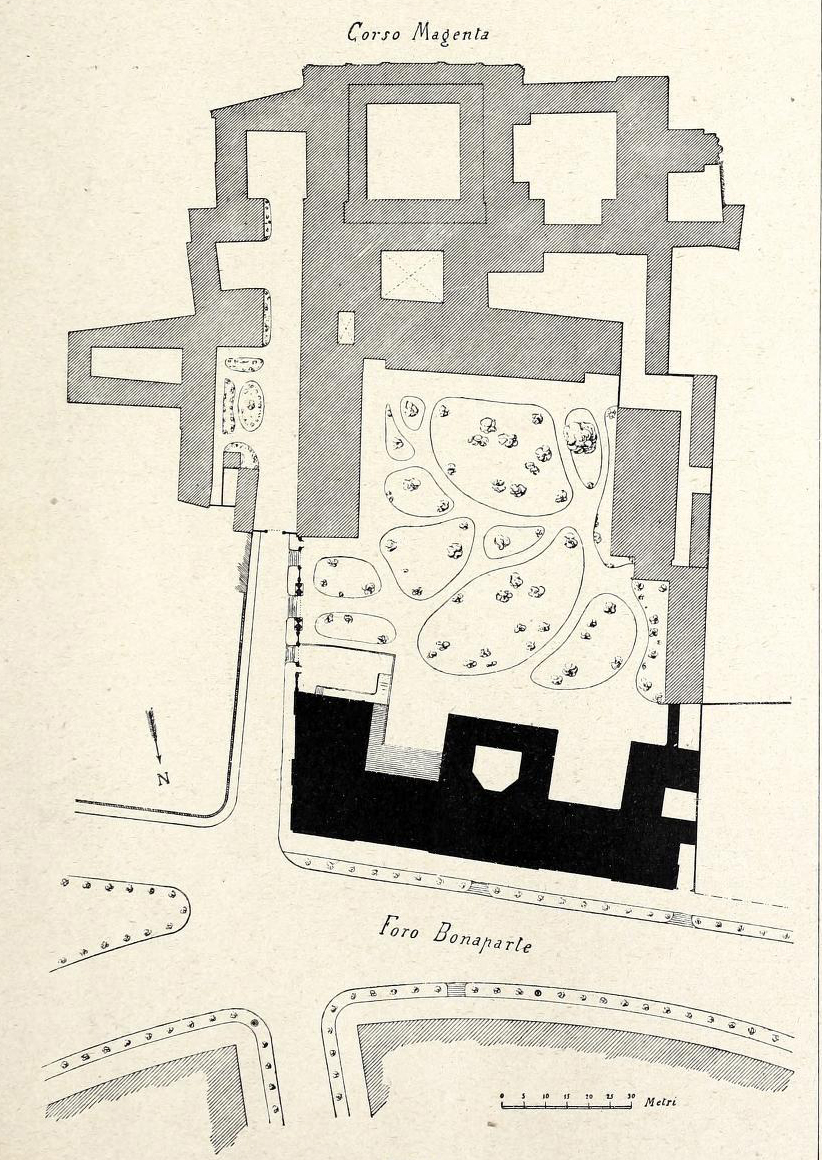
Planimetria dei fabbricati di Palazzo Litta e del Palazzo della Società per le Strade Ferrate del Mediterraneo (in nero) (L'Edilizia Moderna, 1892)

Il fabbricato venne edificato dalla Società per le Strade Ferrate del Mediterraneo su un terreno in prolungamento verso nord dei vasti giardini dell'ex Palazzo Litta di Corso Magenta, al tempo sede degli uffici e della direzione generale della società che lo aveva acquistato all'asta nel 1874. Il nuovo palazzo, prospettante sul Foro Bonaparte, fu commissionato per contenere vari uffici di quella Società che erano sparsi in locali d'affitto in vari punti di Milano.
Il progetto del nuovo fabbricato venne affidato all'architetto Combi e rimaneggiato nella parte distributiva interna dall'Ufficio d'arte della società, che diresse i lavori di costruzione sotto la guida dell'ingegner Lauro Pozzi. Lo stesso Ufficio d'arte si occupò di tutta l'imponente parte decorativa interna avvalendosi, fra gli altri, dell'opera dell'artista e architetto Luigi Boffi (1846-1904).

## Le vetrate artistiche

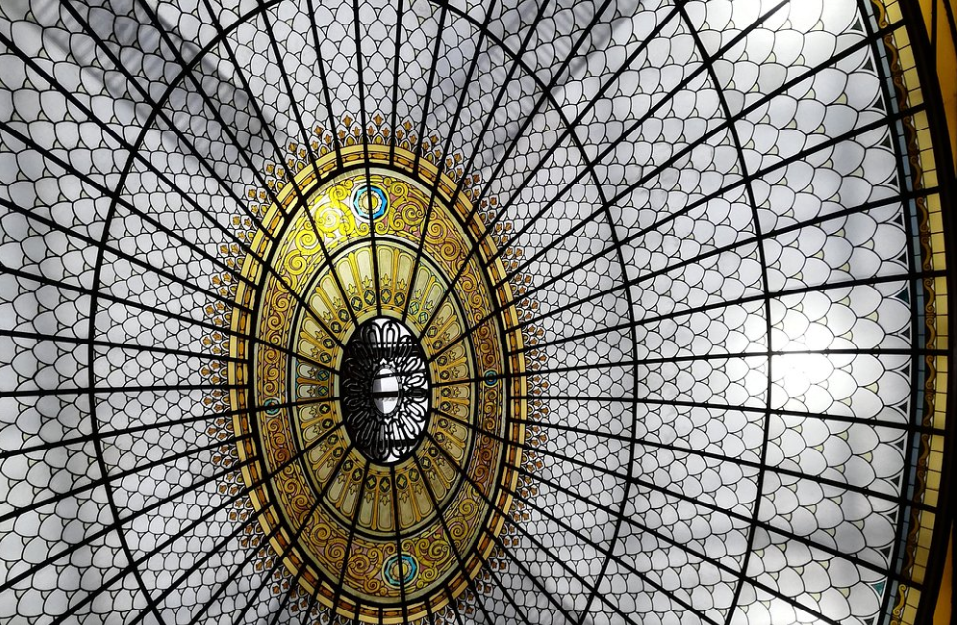
Vetrate a Cupola di Carlo Bazzi costituite da 18.000 tessere di vetro realizzate a mano

Le vetrate artistiche poste al primo piano risalgono al 1922 e furono realizzate su disegno di Carlo Bazzi dalla Vetreria Corvaya e Bazzi con la tecnica detta émail-tubé o tubage, unica in Italia all'epoca. Le vetrate a forma di cupola della Sala degli azionisti (detta la "Cupola degli Azionisti") e della Sala degli analisti di Bazzi (detto "il cielo di Bazzi"), sono costituite da 18.000 pezzi di vetro realizzati a mano, con tonalità differenti, con una dimensione di 550 metri e un peso di 20 quintali.